# Gultofsad lövsalsfågel
Gultofsad lövsalsfågel (Amblyornis flavifrons) är en medelstor brun lövsalsfågel endemisk för Indonesien. Dess existens har varit känd sedan slutet av 1800-talet men det var först år 2005 som man lyckades fotografera arten.

## Utseende
Fågeln mäter cirka 24 centimeter på längden. Hanen är rödbrun med en avlång gyllene tofs som sträcker sig från den gyllene pannan över huvudet. Klorna är mörkgråa och undersidan gul. Honan är oansenligt olivbrun. 

## Utbredning och systematik
Den svårfångade fågeln beskrevs för första gången 1895 utifrån en skinnlagd individ, men kvarstod som ett mysterium i nästan hundra år, fram till 1981 då den amerikanske vetenskapsmannen Jared Diamond upptäckte den gultofsade lövsalsfågelns hemvist, Fojabergen i provinsen Papua. I december 2005 reste ett internationellt forskarteam från USA, Australien och Indonesien under Bruce Beehlers ledning till outforskade områden av Fojabergen och tog de första fotografierna av fågeln.

## Levnadssätt
Hanen bygger ett tornliknande rede dekorerat med färggrann frukt.

## Status
Gultofsad lövsalsfågel bedöms som livskraftig på IUCN:s rödlista över hotade arter.